# Marianne Schulze (Richterin)
Marianne Schulze (geboren 11. Mai 1952 in Hamburg) ist eine deutsche Juristin, ehemalige Richterin und Gerichtspräsidentin.

## Beruflicher Werdegang
Kurz nach der mit vollbefriedigend absolvierten Großen Juristischen Staatsprüfung im Januar 1980 trat Marianne Schulze als Richterin in den höheren Justizdienst Hamburgs ein.
Sie wurde 1981 zur Richterin auf Probe ernannt und erhielt einen Dienstleitungsauftrag für das Sozialgericht. Im Jahr 1983 wurde sie zur Richterin am Sozialgericht ernannt, 1996 zur weiteren aufsichtführenden Richterin am Sozialgericht Hamburg befördert. 1998 übernahm Marianne Schulze das Amt der Vizepräsidentin des Sozialgerichts, bis sie am 1. Mai 2000 zur Präsidentin ernannt wurde.
Am 12. Februar 2013 schlug der Senat der Bürgerschaft Marianne Schulze erfolgreich zur Wahl zum Mitglied des Hamburgischen Verfassungsgerichts vor. Bereits seit 1997 war die Juristin viele Jahre dort ständige Vertreterin gewesen.
Mit Wirkung vom 1. Dezember 2017 trat sie in den Ruhestand.